# ジミー・チュウ
ジミー・チュウ（Datuk Jimmy Choo Yeang Keat PJN DIMP DSPN OBE、 1948年11月15日-）はイギリスで活動するマレーシアのファッションデザイナーである。ジミーチュウ社の共同設立者であり、手製の女性靴でよく知られている。

## 生い立ち
ジミー・チュウは1948年にイギリス領マラヤの直轄植民地であるペナンのジョージタウンで靴屋の息子として生まれた。中国系であり、姓は「周」("Chow"、チョウ) であるが、出生証明書に誤って "Choo"（チュー）と記載されている。祖籍は梅県区の客家人である。父は全ての工程を手作りする靴職人で、靴作りを息子に教えており、ジミー・チュウは「両親は靴職人で父の後を継ぎました。父に触発されたんです」と述べている。11歳の時に初めての靴としてスリッパを1足作った。
1982年から1984年まで、チュウはロンドンのハックニーにあるコードウェイナーズ・テクニカル・カレッジ（現在はロンドン・カレッジ・オブ・ファッションの一部）で学んだ。卒業後はマレーシアに帰るよりもずっとロンドンにいることを希望し、デザイン会社で働くようになった。

## キャリア
カレッジを卒業後、チュウは自分の事業を始める前にデザイン会社で働いた。チュウは最初はプリンスィズ・トラストの支援で仕事を始め、両親は起業を助けるためにイギリスに移民してきた。1986年に古い病院の建物を借りて最初の店を開いた。その技術とデザインは1988年にはロンドン・コレクションで注目されることとなった。チュウが作った靴がお披露目された後、『ヴォーグ』は8ページにわたる見開きで特集を行った。チュウによると、『ヴォーグ』で報道された後に自らのデザインが相当な人気を博すようになったという。1990年代初頭にダイアナ妃御用達になったことも人気強化につながった。2009年にも、チュウは自らのブランドがダイアナ妃のお気に入りだったことを述べている。
1996年にチュウは『ヴォーグ』英国版のアクセサリー担当編集者であったタマラ・メロンとともにジミーチュウ社を設立した。2001年4月にチュウは一千万ポンドで会社の株の50％を売却した。それ以来、チュウはジミーチュウ社のライセンスで販売されるジミーチュウクチュールの業務に専念している。

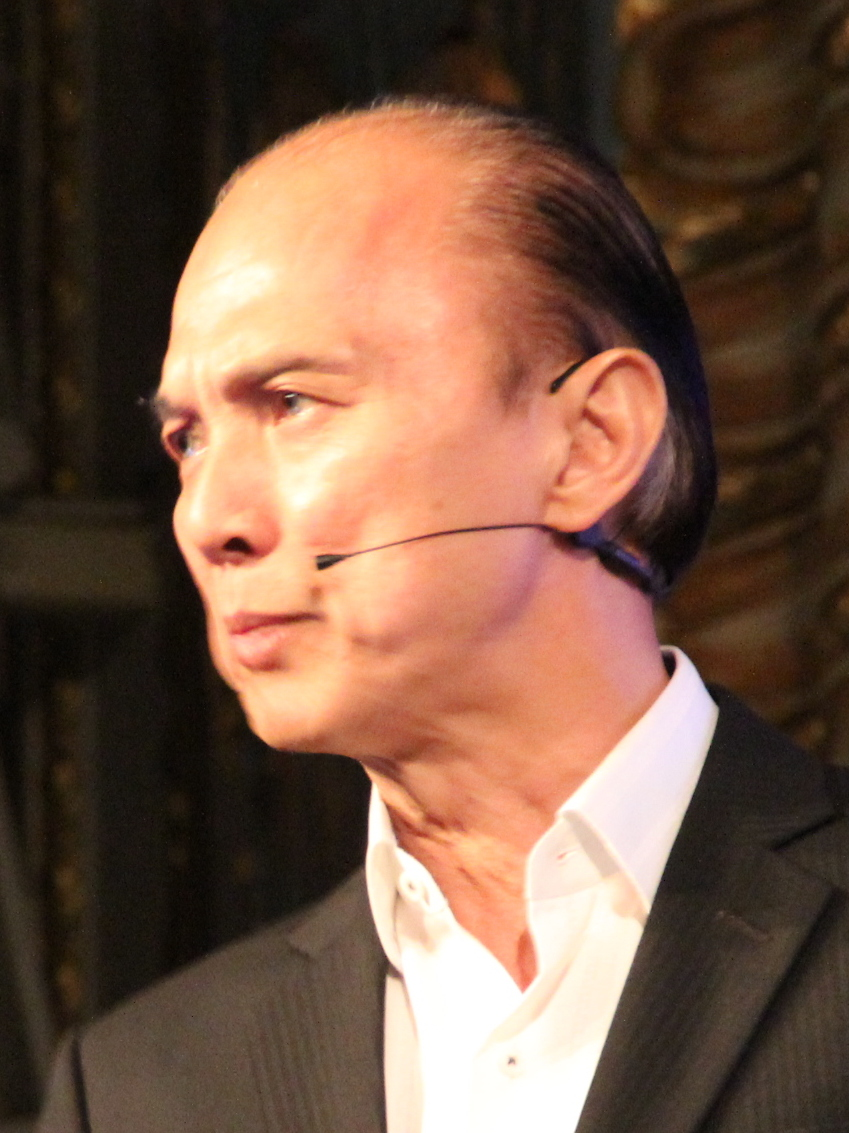
2012年のTEDxShanghaiに参加した際のチュウ

## 受賞・栄典

### 受賞
- 2004年：フットウェアデザイン単一専攻課程学位への貢献により、レスターのデ・モンフォート大学名誉博士号[11]
- 2009年：ロンドン芸術大学名誉フェローシップ[12]
- 2011年：フットウェア業界における業績により Outstanding Chinese Designer Award 受賞[6]
- 2013年：レッド・ドット・デザイン賞プロダクトデザイン審査員[13]

### マレーシアにおける叙勲
- マレーシア　 Commander of the Order of Meritorious Service (PJN) – Datuk (2013)[14]
- ペナン州　 Officer of the Order of the Defender of State (DSPN) – Dato' (2004)[15]

### イギリスにおける叙勲
- イギリス　 大英帝国勲章オフィサー (OBE) (2002)[16]

## 関連文献
- Mellon, Tamara; William Patrick (2013). In My Shoes: A Memoir. New York: PortfolioPenguin. ISBN 9781591846161. OCLC 855783504